# Hermann Maier
Hermann Maier, anomenat popularment Herminator, (Altenmarkt im Pongau, Àustria 1972) és un esquiador alpí austríac, ja retirat, considerat un dels millors de la història.

## Biografia
Va néixer el 7 de desembre de 1972 a la ciutat de Altenmarkt im Pongau, població situada a l'estat de Salzburg. És germà del també esquiador i especialista en surf de neu Alexander Maier. Els pares de Maier dirigien una escola d'esquí a Flachau (Àustria).
Maier inicialment no va tenir gaire èxit a les curses d'esquí. Quan tenia 15 anys a l'acadèmia d'esquí de Schladming, el van enviar a casa després d'haver dit que no tindria èxit a causa de la seva complexió lleugera, causada per problemes de creixement. Va tornar a casa a la seva ciutat natal de Flachau i a l'escola d'esquí del seu pare, que continua sent la casa de Maier. Va començar a treballar de paleta a l'estiu i de monitor d'esquí a l'hivern.
Participant en curses locals, Maier es va convertir en un campió regional múltiple a Salzburg i al Tirol, però encara no es va poder guanyar un lloc a la forta selecció austríaca d'esquí de la Copa del Món. Deixant-ho enrere, el seu excel·lent talent va ser reconegut per primera vegada pels entrenadors austríacs el 6 de gener de 1996, quan va aconseguir el 12è millor temps en un eslàlom gegant de la Copa del Món a Flachau, encara que només va començar com a precursor, sense participar en la competència real. Aquest es convertiria en el punt de partida de la seva carrera internacional. Amb el seu resultat a Flachau va captar l'atenció de l'ÖSV (Federació Austríaca d'Esquí) i només dos dies després va començar la seva primera cursa de la Copa Europa a Les Arcs i va acabar en segona posició. Va guanyar la seva següent carrera al mateix lloc l'endemà. Tot i que la temporada de la Copa d'Europa va començar a mitjans de desembre i es va incorporar tard, per la qual cosa no va ser titular en totes les curses, va guanyar el títol general de la Copa d'Europa, així com el títol de la temporada en eslàlom gegant.

## Carrera esportiva
Va debutar en la Copa del Món d'esquí alpí el 1996, aconseguint la primera victòria en aquesta competició el febrer de 1997 en una cursa de Super Gegant a Garmisch-Partenkirchen (Alemanya). Ràpidament es va establir com un esquiador explosiu i dinàmic, ben conegut per la seva força, la seva valentia i risc i l'esforç sense fi que posa en les seves sessions d'entrenament. Des d'aleshores ha estat dominador de l'esquí alpí, des de l'eslàlom gegant fins al descens.
A Jocs Olímpics d'Hivern de 1998, realitzats a la ciutat de Nagano (Japó), patí en la prova de descens una caiguda molt espectacular en sortir disparat a l'aire quan anava més de 100 km/hora volant, literalment, un centenar de metres i trencant finalment dues proteccions que no van aconseguir detenir-lo del tot fins a gairebé 30 metres, unes imatges que fins i tot van arribar a ser portada de la revista Sports Illustrated. Malgrat el cop i les lesions, en els següents dies aconseguí guanyar dues medalles d'or en les proves d'Eslàlom Gegant i Super Gegant en els. Aquell mateix any va guanyar la general de la Copa del Món global i la modalitat de Super-G, competició general que repeteria en els anys 2000 i 2001.
La seva prometedora carrera va estar a punt de finalitzar definitivament després d'un accident de moto l'agost de 2001 en el qual va col·lidir amb un automòbil camí de casa després d'una sessió d'entrenament. Els metges van estar a punt de tallar-li una cama, però la seva insistència així com la decisió i fe del cirurgià Arthur Trost (que durant diverses hores va lluitar amb la fractura oberta, amb els tendons i els ossos destrossats per evitar una amputació que semblava inevitable) van salvar mitjançant una intensiva cirurgia re-constructiva la cama esquerra del millor esquiador del moment. En aquells moments Maier comptava amb tres Globus de vidre (General Copa del Món), 41 triomfs i 69 pòdiums a la Copa del món i era doble Campió Olímpic i Mundial. Maier començà un llarg i dur procés de rehabilitació que durà 17 mesos i que li feu perdre les temporades 2001-2002 i 2002-2003 així com els Jocs Olímpics d'Hivern de 2002 realitzats a Salt Lake City (Estats Units).
Maier va tornar a la Copa del Món el gener de 2003 a Adelboden (Suïssa), i només dues setmanes després va sorprendre a tot el món de l'esquí amb una sorprenent victòria en la prova del Super Gegant a Kitzbühel (Àustria). El 2004, en la seva primera temporada completa després de l'accident, Maier tornà a guanyar la competició global de la Copa del Món per quarta vegada en la seva carrera i la seva cinquena Copa del Món en Super Gegant, un fet vist com un dels més grans retorns en la història dels esports. Aquest any, Hermann Maier va rebre el premi Laureus World Sports Award pel "retorn de l'any".
L'octubre de 2005 Maier guanyà l'eslàlom gegant de Sölden en la Copa del Món, cosa que el convertí en el segon esquiador amb més victòries (51) en aquesta competició, únicament per darrere d'Ingemar Stenmark (86). Maier aconseguí les seves victòries en Eslàlom Gegant, Super Gegant, Descens i la Combinada, mentre que Ingemar Stenmark i Alberto Tomba (amb 50 victòries, tercer en la general) ho van fer únicament en Eslàlom i Elàlom Gegant, fent que Maier esdevengui un dels esquiadors més complets de la història. En els Jocs Olímpics d'Hivern de 2006 realitzats a Torí (Itàlia) Maier aconseguí guanyar dues noves medalles olímpiques: una medalla de plata en la prova de Super Gegant i una medalla de bronze en l'Eslàlom Gegant, finalitzant així mateix sisè en el Descens.
El 30 de novembre de 2008, gairebé tres anys després del seu últim triomf en una prova de la Copa del Món, aconseguí sumar a Lake Lois la seva victòria número 54 (i pòdium número 95), augmentant a més a 24 el rècord de victòries en Super Gegant, disciplina en la qual és clarament el millor de tots els temps i el palmarès podria ser encara molt més brillant de no haver estat parat durant dues temporades i de les seqüeles a causa de l'accident de moto del 2001. Així mateix, es convertí a més en el segon esquiador alpí de major edat en guanyar una prova de la Copa del Món amb 35 anys i 358 dies, per darrere de Marco Buechel amb 36 anys i 45 dies.

### Victòries a la Copa del Món
| Temporada | Disciplina     |
| --------- | -------------- |
| 1998      | General        |
| 1998      | Super Gegant   |
| 1998      | Eslàlom Gegant |
| 1999      | Super-G        |
| 2000      | General        |
| 2000      | Descens        |
| 2000      | Super Gegant   |
| 2000      | Eslàlom Gegant |
| 2001      | General        |
| 2001      | Descens        |
| 2001      | Super Gegant   |
| 2001      | Eslàlom Gegant |
| 2002      | No competí     |
| 2003      | No competí     |
| 2004      | General        |
| 2004      | Super Gegant   |

| Data                   | Seu                    |
| ---------------------- | ---------------------- |
| 29 de desembre de 1997 | Bormio                 |
| 16 de gener de 1998    | Wengen                 |
| 29 de desembre de 1998 | Bormio                 |
| 27 de novembre de 1999 | Beaver Creek           |
| 8 de gener de 2000     | Chamonix               |
| 29 de gener de 2000    | Garmisch-Partenkirchen |
| 2 de desembre de 2000  | Beaver Creek           |
| 9 de desembre de 2000  | Val d'Isère            |
| 20 de gener de 2001    | Kitzbühel              |
| 2 de març de 2001      | Kvitfjell              |
| 8 de març de 2001      | Åre                    |
| 6 de desembre de 2003  | Beaver Creek           |
| 14 de febrer de 2004   | St. Anton              |
| 5 de març de 2005      | Kvitfjell              |
| 28 de gener de 2006    | Garmisch-Partenkirchen |

| Data                | Seu              |
| ------------------- | ---------------- |
| 18 de gener de 1998 | Wengen/Veysonnaz |

| Data                   | Seu                    |
| ---------------------- | ---------------------- |
| 23 de febrer de 1997   | Garmisch-Partenkirchen |
| 6 de desembre de 1997  | Beaver Creek           |
| 10 de gener de 1998    | Schladming             |
| 11 de gener de 1998    | Schladming             |
| 1 de febrer de 1998    | Garmisch-Partenkirchen |
| 13 de desembre de 1998 | Val d'Isère            |
| 21 de desembre de 1998 | Innsbruck              |
| 9 de gener de 1999     | Schladming             |
| 7 de març de 1999      | Kvitfjell              |
| 28 de novembre de 1999 | Vail                   |
| 5 de desembre de 1999  | Lake Louise            |
| 21 de gener de 2000    | Kitzbühel              |
| 16 de març de 2000     | Bormio                 |
| 26 de novembre de 2000 | Lake Louise            |
| 19 de gener de 2001    | Kitzbühel              |
| 4 de març de 2001      | Kvitfjell              |
| 27 de gener de 2003    | Kitzbühel              |
| 30 de novembre de 2003 | Lake Louise            |
| 1 de febrer de 2004    | Garmisch-Partenkirchen |
| 11 de març de 2004     | Sestrières             |
| 24 de gener de 2005    | Kitzbühel              |
| 6 de març de 2005      | Kvitfjell              |
| 20 de gener de 2006    | Kitzbühel              |
| 30 de novembre de 2008 | Lake Louise            |

| Data                   | Seu                  |
| ---------------------- | -------------------- |
| 25 de novembre de 1997 | Park City            |
| 6 de gener de 1998     | Saalbach-Hinterglemm |
| 13 de gener de 1998    | Adelboden            |
| 25 d'octubre de 1998   | Sölden               |
| 12 de gener de 1999    | Adelboden            |
| 31 d'octubre de 1999   | Tignes               |
| 24 de novembre de 1999 | Beaver Creek         |
| 5 de febrer de 2000    | Todtnau              |
| 29 d'octubre de 2000   | Sölden               |
| 10 de desembre de 2000 | Val d'Isère          |
| 9 de gener de 2001     | Adelboden            |
| 15 de febrer de 2001   | Shigakogen           |
| 10 de març de 2001     | Åre                  |
| 23 d'octubre de 2005   | Sölden               |

## Després d'esquiar
Maier també va guanyar una competició esportiva completa, l'edició de 2001 de la competició American Superstars i actua amb freqüència en anuncis de televisió per al seu banc patrocinador Raiffeisen. El seu germà, Alexander Maier, també va representar Àustria als Jocs Olímpics d'hivern. Maier va muntar el pròleg del Tour de França de 2003 per davant del camp principal, completant el 6,5 km de contrarellotge individual en 8 minuts 44 segons, en comparació amb 7 minuts 26 segons per al guanyador de l'etapa Bradley McGee i 8 minuts 26 segons per a l'últim ciclista.